# Magnus Nilsson (Ivar Nilssons ätt)
Magnus Nilsson (Ivar Nilssons ätt), född på 1200-talet, död på 1300-talet, var en svensk riddare och riksråd.

## Biografi
Magnus Nilsson (Ivar Nilssons ätt) var son till en man vid namn Nils. Han nämns 1305 som väpnare, då hans utfärdade ett gåvobrev på Sundby till Riseberga kloster. Magnus Nilsson dubbades mellan 1309–1318 till riddare och var 1318 riksråd. Han var eventuellt 1319 lagman i Västmanland. Magnus Nilsson nämns sista gången 19 september 1329 då han skriver sitt testamente. Han begravdes i Julita kloster jämte sin hustru.

### Egendom
Magnus Nilssons sätesgård var möjligen Åboö i Ripsa socken. Han ägde jord i Jönåkers härad, Oppunda härad och Rönö härad i Södermanland, Sjuhundra härad i Uppland, och Sjuhundra härad i Västergötland.

### Familj
Magnus Nilsson var gift med Ingrid, som var dotter till en syster av drotsen riddaren Abjörn Sixtensson. De fick tillsammans barnen Nils Magnusson vid kung Eriks råd, Abjörn Magnusson, Arvid Magnusson och Cecilia Magnusdotter som var gift med riddaren Anund Röriksson.